# Brajan Gruda
Brajan Gruda (* 31. Mai 2004 in Speyer) ist ein deutsch-albanischer Fußballspieler. Der Flügelspieler ist deutscher Jugendnationalspieler. Er spielt bei Brighton & Hove Albion, nachdem er von seinem 14. Lebensjahr bis 2024 für den 1. FSV Mainz 05 aktiv gewesen war.

## Familie
Gruda ist der Sohn des ehemaligen albanischen Fußballspielers Bujar Gruda (* 1963), der u. a. mit dem KS Vllaznia Shkodra in der Saison 1991/92 im UEFA-Cup spielte. Er wurde in Speyer geboren, wo sein Vater beim FV Speyer aktiv war. Er besitzt die deutsche und albanische Staatsangehörigkeit.

## Karriere

### Im Verein
Gruda begann 2010 beim FC Speyer 09 mit dem Fußballspielen. Dort spielte er zuletzt als jüngerer Spieler bei den D-Junioren (U13), ehe er 2015 im Alter von 11 Jahren in das Nachwuchsleistungszentrum (NLZ) des Karlsruher SC wechselte. Zur Saison 2018/19 folgte der Wechsel in das NLZ des 1. FSV Mainz 05, in dem der Deutsch-Albaner zunächst bei den C1-Junioren (U15) in der erstklassigen C-Junioren-Regionalliga Südwest spielte und Meister wurde. In der Saison 2019/20 gehörte Gruda den B2-Junioren (U16) in der zweitklassigen B-Junioren-Regionalliga Südwest an, kam kurz vor dem Saisonabbruch durch die COVID-19-Pandemie jedoch bereits einmal für die B1-Junioren (U17) in der B-Junioren-Bundesliga Süd/Südwest zum Einsatz. In der Saison 2020/21 gehörte der 16-Jährige fest der U17 an, die Saison wurde im November 2020 nach wenigen Spieltagen jedoch erneut abgebrochen. Ohne weitere Spielpraxis unter Wettkampfbedingungen rückte Gruda zur Saison 2021/22 zu den A-Junioren (U19) auf. Er kam in der A-Junioren-Bundesliga Süd/Südwest auf dem Flügel oder in der Sturmspitze zum Einsatz und erzielte in 16 Spielen 4 Tore.
In der Saison 2022/23, seiner letzten im Juniorenbereich, erzielte Gruda bis zur Winterpause in 9 Spielen 8 Tore. Er wurde im November 2022 mit einem Profivertrag ausgestattet. Zudem wurde entschieden, dass er ab Januar 2023 regelmäßig mit der Profimannschaft von Bo Svensson trainieren soll. Am 25. Januar 2023 debütierte Gruda im Alter von 18 Jahren in der Bundesliga, als er bei einer 1:2-Niederlage gegen Borussia Dortmund kurz vor dem Spielende eingewechselt wurde. Mit der U19 wurde Gruda im März 2023 Meister der A-Junioren-Bundesliga Süd/Südwest, die nur in einer einfachen Runde ausgetragen wurde. Er kam dabei in 11 von 16 Spielen zum Einsatz und erzielte 9 Tore. In der anschließenden Endrunde um die deutsche A-Junioren-Meisterschaft schlugen die Mainzer zunächst im Halbfinale den 1. FC Köln und gewannen gegen Borussia Dortmund die Meisterschaft. Gruda kam dabei im Halbfinalhinspiel und im Finale zum Einsatz. Für die Mainzer Profimannschaft erzielte er bis Saisonende 2023/24 vier Tore in insgesamt 30 Spielen.
Im August 2024 wechselte Gruda nach England in die Premier League zu Brighton & Hove Albion und unterschrieb einen bis 2028 laufenden Vertrag.

### In der Nationalmannschaft
Gruda ist für den DFB und den albanischen Fußballverband spielberechtigt. Er spielte im Mai 2019 für die deutsche U15-Nationalmannschaft erstmals auf Nationalmannschaftsebene. Im September 2019 folgte ein Einsatz für die U16. Nach einem inoffiziellen Kurztestspiel über 45 Minuten für die U17 im September 2020 folgten aufgrund der COVID-19-Pandemie zunächst keine Länderspieleinsätze mehr. Im März und Mai 2022 absolvierte Gruda jeweils ein Spiel für die U18, wobei er seine ersten beiden Tore auf internationaler Ebene erzielte. Seit September 2022 ist Gruda in der U19 aktiv. Im September 2023 kam er zu seinem ersten Einsatz in der U21-Nationalmannschaft.
Ende Mai 2024 wurde Gruda gemeinsam mit Rocco Reitz vom Bundestrainer Julian Nagelsmann in das Trainingslager der deutschen Nationalmannschaft vor der Europameisterschaft 2024 berufen. Die beiden U21-Nationalspieler füllten die Trainingsgruppe auf, da einige Spieler des deutschen EM-Kaders noch das DFB-Pokal- bzw. Champions-League-Finale bestritten hatten und daher noch nicht angereist waren. Beim 0:0-Unentschieden im Testspiel gegen die Ukraine saßen Gruda und Reitz zudem ohne Einsatz auf der Bank. Anschließend reiste Gruda aufgrund muskulärer Probleme vorzeitig aus dem Trainingslager ab.

## Titel
- Deutscher A-Junioren-Meister: 2023 (1. FSV Mainz 05)
- Meister der A-Junioren-Bundesliga Süd/Südwest: 2023 (1. FSV Mainz 05)